# Truskawka (województwo mazowieckie)
Truskawka – wieś sołecka w Polsce położona w województwie mazowieckim, w powiecie nowodworskim, w gminie Czosnów.
W czasie powstania warszawskiego Truskawka znalazła się w obrębie tzw. Niepodległej Rzeczypospolitej Kampinoskiej. 3 sierpnia 1944 żołnierze kampinoskich oddziałów AK stoczyli w pobliżu wsi zwycięską walkę z oddziałem niemieckiego Wehrmachtu.
W latach 1975–1998 miejscowość administracyjnie należała do województwa warszawskiego.